# Juan Miritello
Juan Bautista Miritello (Luján, 8 febbraio 1999) è un calciatore argentino, attaccante del Defensa y Justicia.

## Carriera
Cresciuto nelle giovanili del Defensa y Justicia, esordisce in prima squadra il 30 ottobre 2019, nell'incontro di Primera División vinto per 3-1 contro il San Lorenzo. Nelle stagioni a seguire viene ceduto in prestito a squadre di seconda e terza divisione come Flandria, Real Pilar, Talleres (RdE) e San Martín (T), prima di far ritorno nel 2023 al Defensa y Justicia.
Con gli Halcón disputa 15 partite in Primera División mettendo a segno tre reti. Il 31 luglio 2023 viene ceduto in prestito, con diritto di riscatto, ai greci dell'Asteras Tripolīs. Esordisce con la squadra di Tripoli il 20 agosto contro il PAOK e a distanza di sei giorni mette a segno la sua prima rete ufficiale in occasione della vittoria per 3-0 contro l'OFI Creta.